# Švédsko na Zimních olympijských hrách 1988
Švédsko na Zimních olympijských hrách 1988 v Calgary reprezentovalo 67 sportovců, z toho 54 mužů a 13 žen. Nejmladším účastníkem byla Staffan Tällberg (17 let, 303 dní), nejstarším pak Per-Anders Persson (34 let, 350 dní). Reprezentanti vybojovali 6 medailí, z toho 4 zlaté a 2 bronzové.

## Medailisté
| Medaile | Jméno | Sport           | Disciplína             |
| ------- | --- | --------------- | ---------------------- |
| Zlato   | Gunde Svan | Běh na lyžích   | muži 50 km             |
| Zlato   | Torgny Mogren Jan Ottosson Gunde Svan Thomas Wassberg | Běh na lyžích   | muži štafeta 4 x 10 km |
| Zlato   | Tomas Gustafson | Rychlobruslení  | muži 5 km              |
| Zlato   | Tomas Gustafson | Rychlobruslení  | muži 10 km             |
| Bronz   | Lars-Börje Eriksson | Alpské lyžování | muži Super G           |
| Bronz   | Mikael Andersson Peter Andersson Peter Åslin Jonas Bergkvist Bo Berglund Anders Bergman Thom Eklund Anders Eldebrink Peter Eriksson Thomas Eriksson Michael Hjälm Lars Ivarsson Mikael Johansson Lars Karlsson Mats Kihlström Peter Lindmark Lars Molin Jens Öhling Lars Gunnar Pettersson Thomas Rundqvist Tommy Samuelsson Ulf Sandström Håkan Södergren | Lední hokej     | turnaj mužů            |